# AFF Palin
Club Academia de Fútbol Futuro Guatemala o por sus siglas AFF Guatemala es el club representativo del pueblo de Petapa, Ciudad de Guatemala en Guatemala para todos los torneos organizados por la FEDEFUT y la Liga Nacional.

## Historia
La  Academia fue fundado en 1995 donde se inscribió en la Tercera División de Guatemala bajo el nombre de AFF Guatemala (nombre de la academia) donde lucharon por mucho tiempo para lograr el ascenso, años plagados de mala suerte donde no llegaban lejos en liguilla y no clasificaban a llaves de ascenso.
En 2008 se cambió el nombre a AFF Villa Nueva e hicieron remodelación de plantilla, con nuevos esfuerzos lograron el ascenso pero tardaron solamente una temporada en regresar a la Tercera División hasta finalmente desaparecer la ficha del club.
En junio de 2016 se inscribieron a la Tercera División como AFF Guatel pero debido a algunos inconvenientes no podían jugar más en su estadio, a principios del 2017 decidieron hacer cambios, desde entonces el equipo se llama AFF Palín y su estadio es el Óscar Palin Estrada el cual compartirán con los otros dos representativos del pueblo, AFF Palin B Juventud Palineca FC.
En el torneo clausura 2017 hicieron una temporada excelente, prácticamente la mejor de las 4 principales ligas de Guatemala, terminaron invictos la fase de liga y clasificaron a liguilla donde en octavos de final visitaron a Totonicapan FC donde terminarían perdiendo 1-0, en el partido de vuelta el equipo hizo todo lo posible para revertir el resultado y así poder clasificar a Cuartos, ganaron el partido 3-2 pero por los 2 goles de visita Totonicapan FC avanzó a Cuartos.
Más tarde la federación de liga publicó que Totonicapan alineó un jugador que no debía jugar lo que bastó para que AFF Palin avanzara a Cuartos.

## Actualidad
En la actual temporada se encuentran en el grupo B de la primera división de Guatemala, con muchas aspiraciones de pelear por el título y luchar por un ascenso a liga nacional!

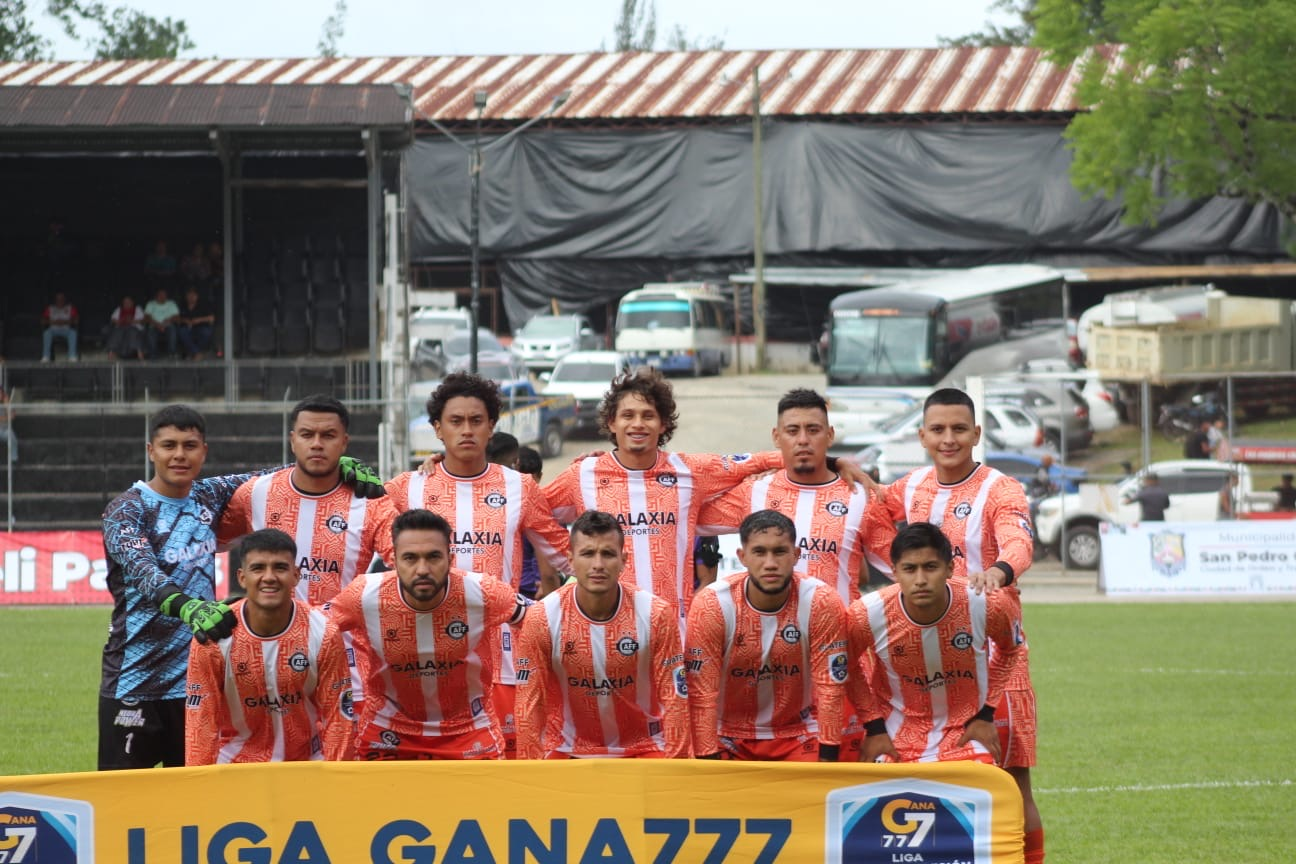
Equipo titular en un partido de AFF Guatemala

## Camino Hacia la Gloria
En el mismo torneo llegaron a la gran final que se iba a jugar
en el David Cordon Hichos, actual estadio del Deportivo Guastatoya, hicieron un gran partido el cual terminó en Tiempos Extra donde en el minuto 118 el cuadro palineco logró marcar, logrando así el primer título en la historia del club.
La misma temporada jugó su llave de ascenso frente a Monjas Jalapa (el peor clasificado), el encuentro de ida se jugó en Jalapa donde terminó 2-2, la vuelta se jugó en Palín donde el cuadro Narazul logró ganar 2-0 y así logró ascender a la Segunda División de Guatemala donde actualmente participa en el Grupo C. Después de su ascenso a la Segunda División la Academia decidió crear sus fuerzas básicas para que jugarán en la Tercera División llamándose AFF Palín B. El mayor éxito del equipo en la Segunda División fue en el Torneo Clausura 2018 liderado por el  jugador palineco Juan Jiménez “Cutzu”, el equipo logró llegar a Semifinales ubicándose entre los cuatro mejores no ascendidos del Torneo lo que le dio un medio pase para participar en el Torneo de Copa Guatemala 2018-19 quedando eliminado en la segunda fase de preclasificación.

## Palmarés
| Competición nacional                | Títulos       | Subtítulos |
| ----------------------------------- | ------------- | ---------- |
| Segunda División de Guatemala (1/0) | Apertura 2023 |            |